# Mezentia cutteri
Mezentia cutteri är en insektsart som beskrevs av Rehn, J.A.G. 1938. Mezentia cutteri ingår i släktet Mezentia och familjen Romaleidae. Inga underarter finns listade i Catalogue of Life.